# Gunther Köhler
Gunther Köhler (Hanau, 20 de mayo de 1965-Fráncfort del Meno, 15 de junio de 2025) fue un biólogo, herpetólogo, y profesor alemán. Sus estudios zoológicos se centran primariamente en América Central y en las Indias Occidentales.

## Carrera
En 1995, Köhler recibió un doctorado en historia natural por la Universidad Johann Wolfgang Goethe con su tesis sobre sistemática y ecología de las iguanas negras (género Ctenosaura). Desde noviembre de 1995, es curador del Departamento de herpetología; y, desde 2004 Director en funciones del departamento de zoología terrestre en el Instituto de Investigación Senckenberg.
Los proyectos de Köhler y su grupo de investigación se centran en el estudio de la herpetofauna  neotropical en Centro y en Sudamérica, en particular México, Costa Rica, Panamá, Nicaragua, Bolivia. Los estudios son taxonómicos, zoogeográficos y filogenéticos, con el género Anolis que forma uno de los grupos principales.
En 1994, redescubrió a Ctenosaura bakeri (la iguana de Utila), una especie anteriormente conocido solo por los especímenes tipo, descritos en 1901. Desde abril de 1998, Köhler dirigió un programa de mejoramiento en colaboración con el Sociedad Zoológica de Frankfurt, en Utila.
En 2016, revisó la especie Anolis de La Española en colaboración con Stephen Blair Hedges. Entre ellas, se encuentran ocho especies recién descubiertas que están restringidas a pequeñas áreas de distribución y amenazadas de extinción.

## Obra

### Algunas publicaciones
- Der Grüne Leguan. Biologie Pflege Zucht Erkrankungen, Herpeton Verlag Offenbach, 1992

- Krankheiten der Amphibien und Reptilien. Ulmer Verlag Stuttgart (in der Reihe Datz-Terrienbücher), 1996

- Inkubation von Reptilieneiern – Grundlagen, Anleitungen, Erfahrungen., Herpeton Verlag Offenbach, 1997

- Basilisken, Helmleguane, Kronenbasilisken, Herpeton Verlag Offenbach, 1999

- Tejus. Lebensweise Pflege Zucht, Herpeton Verlag Offenbach, 2000

- Reptilien und Amphibien Mittelamerikas, v. 1: Krokodile, Schildkröten, Echsen, Herpeton Verlag Offenbach, 2000

- Reptilien und Amphibien Mittelamerikas, v. 2: Schlangen, Herpeton Verlag Offenbach, 2000

- Der Grüne Leguan im Terrarium. Pflege und Zucht Herpeton Verlag Offenbach, 2000

- Schwarzleguane: Lebensweise, Pflege, Zucht, Herpeton Verlag Offenbach, 2002

- Bartagamen: Lebensweise, Pflege und Zucht Herpeton Verlag Offenbach, 2005 (con Karsten Grießhammer y Norbert Schuster)

- Kornnattern Herpeton Verlag Offenbach, 2005 (con Philipp Berg, D. Bohle y M. Glass)

- Leopardgeckos: Pflege, Zucht, Erkrankungen, Farbvarianten Herpeton Verlag Offenbach, 2005 (con Karsten Grießhammer)

- Diseases of Amphibians and Reptiles. Ed. ilustrada de Krieger Publishing Co. 171 p. 2006 ISBN 1575242559, ISBN 9781575242552

### Nuevas especies descriptas
Köhler participó en las descripciones originales de más de 120 especies de reptiles y anfibios en muchos géneros, incluyendo:
- Agama, Anolis, Brookesia, Ctenosaura, Paracontias, Stenocercus, Leptopelis, Pristimantis.[6][7]

En su tiempo libre, Köhler es miembro de la banda de country Flaggstaff, de Aschaffenburg.
En 1992, la esposa de Köhler, Elke, fundó Herpeton Verlag, una editorial de especial interés en Offenbach con el objetivo de proporcionar a los propietarios de reptiles un conocimiento especialmente fundado sobre sus barrios.

## Honores

### Eponimia
- Enero de 2011: salamandra Oedipina koehleri.[10]

## Literatura
- bo Beolens, michael Watkins, michael Grayson. 2013. The Eponym Dictionary of Amphibians. Pelagic Publishing, Exeter. ISBN 978-1-907807-41-1, p. 114

## Abreviatura (zoología)
La abreviatura Köhler  se emplea para indicar a Gunther Köhler como autoridad en la descripción y taxonomía en zoología.